# 安妮塔·蘭弗
安妮塔·蘭弗（英語：Anita Renfroe，1962年4月4日—）是美國喬治亞州亞特蘭大出身的的喜劇演員，與身為浸信會牧師的丈夫育有三個孩子。她是新聞性節目《早安美國》的常態評論員。她因為演出《媽媽之歌》而走紅，這是一首將母親對孩子每天說的話作為歌詞寫成的歌曲，曲調則採用義大利作曲家焦阿基諾·羅西尼的《威廉·泰爾序曲》。
安妮塔以2009年的作品《別說我沒有警告你：孩童、碳水化合物和未來賀爾蒙啟示錄》獲得喬治亞州年度散文作家。 

## 外部連節
- Official website （页面存档备份，存于）
- Mom's Overture （页面存档备份，存于） YouTube